# Eric Kirsch
Eric Kirsch (10 februari 1949) is een Belgisch voormalig CVP- en CD&V-kabinetschef, topambtenaar en gemeenteraadslid.

## Levensloop
Eric Kirsch is licentiaat in de klassieke filologie en kandidaat in de filosofie. Hij werkte op de dienst van de regeringscommissaris bij de Katholieke Universiteit Leuven. In mei 1975 slaagde hij voor het examen voor bestuurssecretaris en een jaar later voor adjunct-inspecteur financiën. Eind 1977 werd hij tot inspecteur financiën benoemd. Vervolgens ging Kirsch aan de slag op het kabinet van minister van Verkeerswezen Jos Chabert (CVP).
Vervolgens werkte hij op verschillende CVP- en CD&V-kabinetten, met onderbreking van 1983 tot 1985, wanneer hij financieel controleur bij EUROCONTROL was. In januari 1986 keerde hij terug als adjunct-kabinetschef van minister van Economische Zaken Philippe Maystadt. Kirsch speelde een belangrijke rol in de lange regeringscrisis van eind 1987 tot begin 1988. Ook was hij kabinetsmedewerker van minister van Verkeerswezen Jean-Luc Dehaene en lag hij mee aan de basis van de Bijzondere financieringswet van 1989.
Kirsch werd in 1990 administrateur-generaal van de Regie der Luchtwegen. Bij de fusie met de BATC in 1998 werd hij als directeur-generaal tweede in rang, na Pierre Klees. Een jaar later stapte hij op en ging hij vervolgens aan de slag op de permanente vertegenwoordiging bij de Europese Unie en was hij financieel controleur bij de NAVO. In 2008 werd hij kabinetsmedewerker van Yves Leterme en in 2010 volgde hij Hans D'Hondt als kabinetschef van premier Leterme op. Van 2011 tot 2013 was hij kabinetschef van minister van Financiën, Duurzame Ontwikkeling en Ambtenarenzaken Steven Vanackere. In 2013 werd Kirsch vertegenwoordiger Financiën en Economie op de Belgische vertegenwoordiging bij de Organisatie voor Economische Samenwerking en Ontwikkeling.
Hij was van 2001 tot 2013 gemeenteraadslid van Linkebeek. Naar aanleiding van zijn aanstelling bij de OESO nam hij in september 2013 ontslag uit de gemeenteraad. Hij was ook dirigent van het Sint-Ceciliakoor in Linkebeek en bestuurder van de Vrienden van de Koninklijke Musea van Kunst en Geschiedenis.
Kirsch is een schoonbroer van diplomaat Frans van Daele.